# Цветной (Калмыкия)
Цветно́й — посёлок в Приютненском районе Калмыкии, в составе Октябрьского сельского муниципального образования.

## Физико-географическая характеристика
Посёлок расположен на западе Приютненского района в пределах Кумо-Манычской впадины, являющейся частью Восточно-Европейской равнины. Средняя высота над уровнем моря - 27 м. Рельеф местности равнинный. Общий уклон местности с юга на север. Посёлок расположен на склоне одного из бугров, вытянутых в субширотном направлении, характерных для Кумо-Манычской впадины. Бугор разделяет лиман Большой Уткин и долину реки Чикалда.
По автомобильной дороге расстояние до столицы Калмыкии города Элиста (центра города) составляет 110 км, до районного центра села Приютное - 45 км. Ближайший населённый пункт посёлок Октябрьский, являющийся административный центром Октябрьского сельского муниципального образования, расположен в 3,8 км к северу от посёлка Цветной. 
Согласно классификации климатов Кёппена-Гейгера посёлок находится в зоне континентального климата с относительно холодной зимой и жарким летом (индекс Dfa). В окрестностях посёлка распространены светлокаштановые почвы различного гранулометрического состава в комплексе с солонцами.
В посёлке, как и на всей территории Калмыкии, действует московское время.

## История
Дата основания не установлена. Посёлок Цветной впервые обозначен на топографической карте 1984 года.

## Население
| 1989 | 2002 | 2010 |
| ---- | ---- | ---- |
| 220  | ↘95  | ↘49  |

Национальный состав
Согласно результатам переписи 2002 года русские составляли 37 % населения посёлка

## Социальная инфраструктура
Социальная инфраструктура не развита. Ближайшие учреждения культуры (дом культуры и библиотека) и образования (средняя школа и детский сад) расположены в административном центре сельского поселения посёлке Октябрьский.
Посёлок электрифицирован и газифицирован, но централизованная система водоснабжения отсутствует.